# Oedipina altura
Oedipina altura es una especie de salamandras en la familia Plethodontidae.
Es endémica de Costa Rica, en la Cordillera de Talamanca.
Su hábitat natural son los montanos húmedos tropicales o subtropicales.
Está amenazada de extinción debido a la destrucción de su hábitat.